# Leucania ursula
Leucania ursula là một loài bướm đêm trong họ Noctuidae.